# Río Exe
El río Exe (pronunciado ɛks) es un corto río costero de la vertiente del canal de la Mancha del Reino Unido que discurre por el sureste de Inglaterra. Nace cerca del pueblo de Simonsbath, en Exmoor, Somerset, cerca de la costa del canal de Bristol, pero fluye más o menos directamente hacia el sur, de manera que la mayor parte de su curso queda en Devon. Alcanza el mar en una sustancial ría, el estuario de Exe, en la costa meridional de Devon. Históricamente, su puente más bajo estuvo en Exeter, aunque hay hoy un viaducto para la autopista M5 alrededor de 3 km al sur del centro de la ciudad.
El nombre del río deriva de la palabra celta Isca que significa, simplemente, ‘agua’. El río da su nombre a la ciudad de Exeter y muchos otros asentamientos a lo largo de su curso, incluyendo Exford, Up Exe, Nether Exe, Exwick, Exton, Exminster y Exebridge, donde se le une el río Barle. La ciudad costera de Exmouth está en el lado oriental de la boca del estuario, y Dawlish Warren está en el oeste, con su larga tira de arena extendiéndose cruzando la desembocadura.
El río animó el desarrollo de Exeter y su relativa importancia en la Edad Media, y la primera zona industrial de la ciudad se desarrolló en la Exe Island, isla en la que se asentaron numerosos molinos que producían papel y tejido; también creó tierra valiosa a través del drenaje de las marisma.
Las mareas en el río se limitan en Countess Wear, el lugar de una presa encargada por la condesa de Devon en el siglo XIII. El canal de Exeter pasa sobre esta presa para permitir a los barcos alcanza el muelle de Exeter. Con la marea alta, el estuario forma un gran cuerpo de agua que se usa intensamente para deportes acuáticos especialmente la vela, el windsurf y el esquí acuático.
Los ferrocarriles recorren ambos lados del estuario. La Avocet Line desde Exeter a Exmouth por el lado oriental, y la línea principal South Devon en el occidental. El segundo está sobre un paso elevado, el muro marino del Ferrocarril South Devon desde Powderham hasta Dawlish Warren. El ferry de Exmouth a Starcross lleva a pasajeros cruzando la desembocadura durante los meses de verano, uniendo la bahía en Exmouth con un embarcadero adyacente a la estación ferroviaria de Starcross en la línea principal de South Devon.